# كينتو يامازاكي
كينتو يامازاكي (بالكانا:やまざき けんと) هو عارض وممثل ياباني، ولد في 7 سبتمبر 1994 في اليابان.

## وصلات خارجية
- كينتو يامازاكي على موقع IMDb (الإنجليزية)
- كينتو يامازاكي على موقع قاعدة بيانات الفيلم (الإنجليزية)
- كينتو يامازاكي على موقع ANN person (الإنجليزية)